# Пекинский диалект
Пекинский диалект (кит. трад. 北京話, упр. 北京话, пиньинь Běijīng huà) — диалект севернокитайского языка, распространенный в Пекине — столице КНР. Является фонетической основой путунхуа — стандартного варианта китайского языка, являющегося официальным в КНР, а также, под другими названиями и с минимальными отличиями, на Тайване и в Сингапуре.
Пекинский диалект в целом близок стандартному китайскому языку, однако имеет ряд отличий.

## Распространение
Термин «пекинский диалект» обычно относят только к городскому диалекту, однако иногда термином «пекинский гуаньхуа» (кит. трад. 北京官話, упр. 北京官话, пиньинь Běijīng Guānhuà) объединяют также близкие диалекты, в частности тополект Чэндэ в провинции Хэбэй.

## Фонология
Фонология пекинского диалекта практически идентична стандартной китайской, так как последняя возникла на его основе.
Наиболее заметным отличием является распространенность ротических гласных. Практически все они являются результатом присоединения к существительным суффикса -儿 /-ɹ/. Это явление, хотя и в меньшей степени, встречается в путунхуа. Данный феномен (儿化, érhuà «эризация») считается одной из наиболее заметных черт диалекта.
Кроме того, для пекинского диалекта характерна фонетическая редукция, которая воспринимается как слишком «разговорная» в стандартном китайском. В частности, в быстрой речи начальные согласные безударного слога подвергаются лениции: zh ch sh /tʂ tʂʰ ʂ/ переходят в r /ɻ/, поэтому 不知道 bùzhīdào («не знаю») может звучать как bùrīdào (ударение падает на первый и третий слог). Конечные /-n/ и (реже) /-ŋ/ (-ng) могут оставаться частично открытыми и произноситься как носовой гласный, а не носовой согласный, например 您 может звучать как «niəɨ̃» вместо «nín».
| Пиньинь | Путунхуа | Пекинский диалект |
| ------- | -------- | ----------------- |
| an      | [an]     | [æɨ̃]              |
| ian     | [iɛn]    | [iɛɨ̃]             |
| en      | [ən]     | [əɨ̃]              |
| in      | [in]     | [iəɨ̃]             |
| ang     | [ɑŋ]     | [ɑɯ̃]              |
| eng     | [ɤŋ]     | [ɤɯ̃]              |
| ing     | [iŋ]     | [iɤɯ̃]             |

Тоны в пекинском диалекте обычно более выражены по сравнению с путунхуа. Высокий и восходящий тоны произносятся выше, перепад в нисходяще-восходящем и снижение в нисходящем тоне сильнее.

## Лексика
Для пекинского диалекта характерны слова, считающиеся сленговыми и поэтому малораспространенные или отсутствующие в стандартном китайском и непонятные носителям других китайских диалектов. В большинстве из них используется суффикс -r. Например:
- 倍儿 bèir — очень
- 别价 biéjie — нет; обычно предшествует частице 呀
- 搓火儿 cuōhuǒr — сердиться
- 颠儿了 diānrle — покидать, убегать
- 二把刀 èrbǎdāo — недотепа, плохой работник
- 撒丫子 sāyāzi — идти, уходить
- 怂 sóng / 蔫儿 niār — бесхребетный, вялый
- 消停 xiāoting — наконец успокоиться
- 辙 zhé — способ что-либо сделать: эквивалентно стандартному 办法
- 褶子了 zhězile — путаница

Некоторые пекинские фразы распространены вне Пекина:
- 抠门儿 kōuménr — скупой
- 劳驾 láojià — «извините», используется в транспорте
- 溜达 liūda — прогуливаться; эквивалентно стандартному 逛街 или 散步

Некоторые сленговые фразы не используются в образованной речи:
- 迄小儿 qìxiǎor — с малых лет
- 晕菜 yūncài — растеряться

Некоторые «модные» неологизмы используются в речи молодежи:
- 爽 shuǎng — «крутой» и 酷 (kù) (по отношению к человеку)
- 套瓷儿 tàocír — попасть в кольцо (в баскетболе)
- 小蜜 xiǎomì — любовница (с негативным оттенком)

## Грамматика
Для пекинского диалекта характерны более разговорные грамматические формы по сравнению с путунхуа, который подвергся влиянию вэньяня (классического китайского языка) и имеет тенденцию к более сжатому изложению. Предложения в пекинском диалекте длиннее, что отчасти компенсируется более быстрой речью и фонетической редукцией.
- Путунхуа:
  - 今天会下雨，所以出门时要记得带伞。
  - Jīntiān huì xiàyǔ, suǒyǐ chūmén shí yào jìde dài sǎn.
  - Сегодня может быть дождь, поэтому не забудь взять зонтик, когда будешь выходить.
- Пекинский диалект:
  - 今儿得下雨，（所以）出门儿时候得记着带伞！
  - Jīnr děi xiàyǔ, (suǒyǐ) chūménr shíhòu děi jìzhe dài sǎn!
  - После фонетических упрощений:
  - Jīr děi xiàyǔ, (suǒyǐ) chūmér ríhòu děi jìr dài sǎn!